# 埃爾坎通德聖巴勃羅
埃爾坎通德聖巴勃羅是哥倫比亞的城鎮，位於該國西部，由喬科省負責管轄，距離首府基布多70公里，始建於1994年5月23日，面積386平方公里，海拔高度118米，2005年人口4,413。
5°20′N 76°44′W / 5.333°N 76.733°W